# Corythalia roeweri
Corythalia roeweri är en spindelart som beskrevs av Kraus 1955. Corythalia roeweri ingår i släktet Corythalia och familjen hoppspindlar. Inga underarter finns listade i Catalogue of Life.